# Cheyenne Plains Gas Pipeline
Cheyenne Plains Gas Pipeline (CPGP) — трубопровід, споруджений для поставок блакитного палива від газового хабу Шаєнн до ряду трубопровідних систем, які проходять через Канзас.
Введений в експлуатацію у 2005 році газопровід призначений для транспортування продукції, що надходить до хабу Шаєнн із ряду нафтогазоносних басейнів Скелястих гір по системах Wyoming Interstate Company та Colorado Interstate Gas. До того ж, сам Шаєнн розташований на території басейну Денвер-Юлесбург, де на початку 21 століття почалась активна розробка сланцевої формації Ніобрара.
Система довжиною 410 миль, виконана в діаметрі 900 мм, прямує через штат Колорадо на південний схід до Грінсбурга в Канзасі. Ще в Колорадо у окрузі Скотт газопровід має перемичку з Tallgrass Interstate Gas Transmission. А на кінцевій ділянці маршруту в Канзасі він сполучається з потужними трубопроводами, що прямують від газопромислових районів регіону Мексиканської затоки до Великих озер — в окрузі Форд з Natural Gas Pipeline Company of America, в окрузі Кайова з ANR Pipeline, Northern Natural Gas, Panhandle Eastern Pipeline. У тому ж окрузі Кайова є інтерконектори з Southern Star Central Gas Pipeline та мережею Kansas Gas Service Company
Початкова потужність CPGP становила до 15,8 млрд м3 на рік.